# 戸祭大塚古墳
戸祭大塚古墳（とまつりおおつかこふん）は、栃木県宇都宮市上戸祭町に存在する円墳である。通常は単に大塚古墳と呼ぶ。

## 概要
大塚古墳は、直径53.4メートル、高さ6.2メートルの2段築成の大型円墳である。1段目円墳の高さは3.4メートルで、この上に高さ2.8メートルの2段目円墳が乗っている。2段目円墳の頂上には径9メートルの平坦部があり、載頭円錐型の全国的にも珍しい美しい円墳として知られる。墳の周縁部には北西側から東側にかけて幅約6.6メートル、深さ約1.3メートルほどの周溝が現存する。1965年（昭和40年）に石室が盗掘され詳細は不明だが、玄室は長さ5.17メートル、幅1.8 - 2.1メートル、高さ1.75 - 2.14メートル、凝灰岩割石の平積み横穴式石室と推定されており、築造年代は古墳時代後期の6世紀後半と考えられている。追葬が行われた形跡がある。副葬品に関する記録は残っていない。盗掘を受けた緊急調査であったため、埋まっている羨道は調査されていない。
1956年（昭和32年）6月30日、同じく市内の笹塚古墳とともに栃木県指定史跡に指定されている。

## 周辺環境

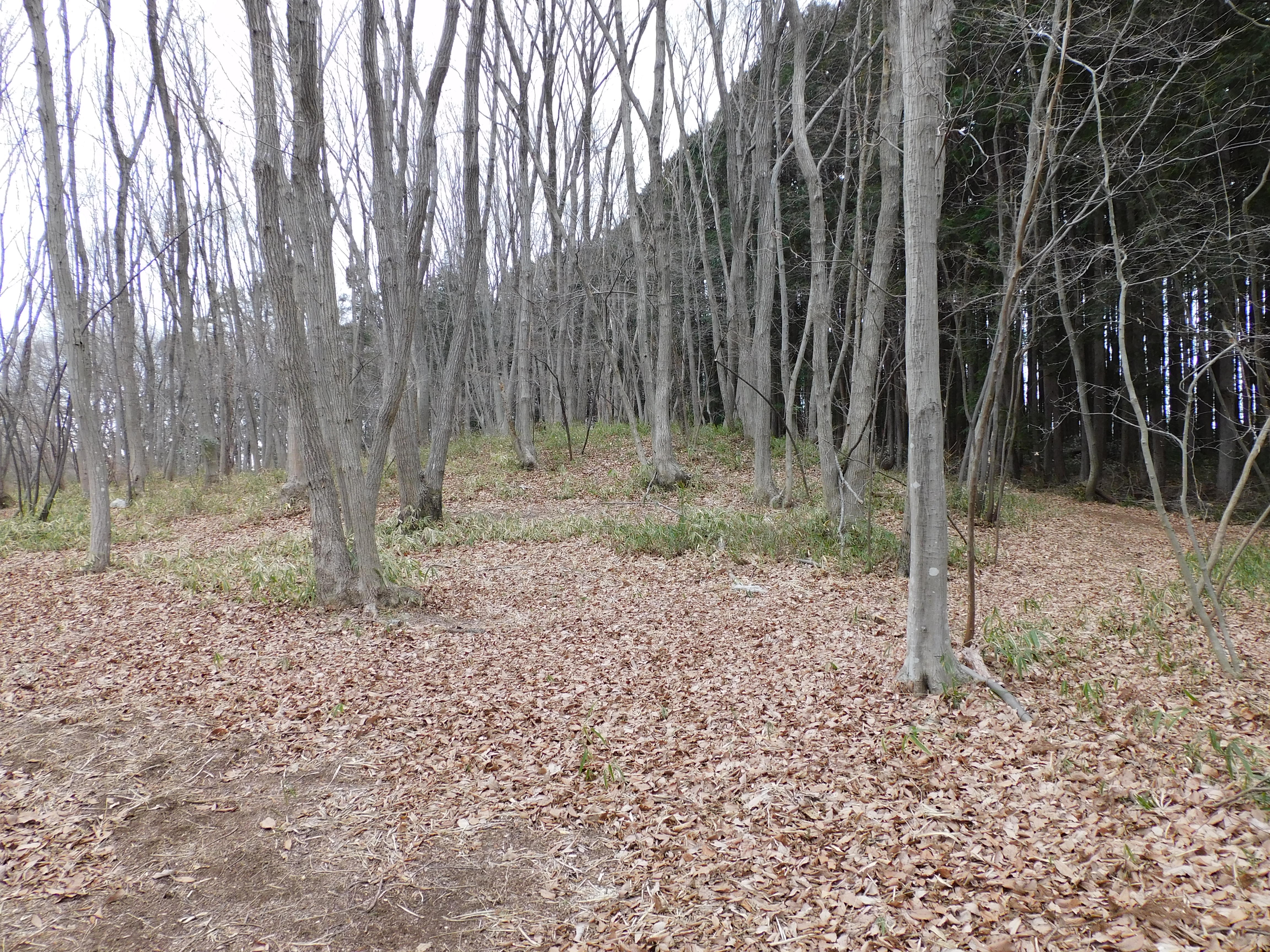
オオジノ古墳群

大塚古墳は宇都宮市北部の宇都宮丘陵の南部、戸祭山の北側の田川西岸に立地する。周辺には当墳をはじめ、谷口山古墳や北山古墳群、瓦塚古墳群、長岡百穴古墳などの古代古墳群、また奈良時代の遺跡である水道山瓦窯跡などの古代遺跡が数多く認められており、豊郷まほろばの道が整備されている。
大塚古墳のすぐ北側の山中には数基の円墳から成るオオジノ古墳群がある。

## アクセス
路線バス
- JR宇都宮駅宇都宮駅の西口から関東バス利用
  - 戸祭台循環線に乗車約15分、「第二グリーンヒル北」下車徒歩10分。
  - 日光方面行きに乗車、「長岡街道入口」下車、長岡街道経由、約1キロメートル[1]。

車
- 国道119号（宮環）長岡町交差点を南進1分、もしくは同（日光街道）の上戸祭町交差点を東進1分の長岡街道から枝道を東進1分。